# Marco Campomenosi
Marco Campomenosi (ur. 2 września 1975 w Genui) – włoski polityk, poseł do Parlamentu Europejskiego IX kadencji.

## Życiorys
Ukończył szkołę średnią w Genui, a w 2004 studia prawnicze na Uniwersytecie Genueńskim. Dołączył do Ligi Północnej w Ligurii. W latach 2004–2007 był asystentem poselskim Mattea Salviniego. Od 2009 zatrudniony w Europarlamencie. Pracował w grupie Europa Wolności i Demokracji i w obsłudze posłów niezrzeszonych. W 2015 został zastępcą sekretarza generalnego frakcji Europa Narodów i Wolności.
W wyborach w 2019 uzyskał mandat posła do Parlamentu Europejskiego IX kadencji (Matteo Salvini nie objął mandatu).